# Lễ Phật Đản
Phật Đản (chữ Hán: 佛誕 - nghĩa là ngày sinh của đức Phật) hay là Vesak (tiếng Phạn: Vaiśākha, Devanagari: वैशाख, Sinhala: වෙසක් පෝය) là ngày kỷ niệm Phật Tất-đạt-đa Cồ-đàm sinh ra tại vườn Lâm-tì-ni năm 624 TCN, diễn ra vào ngày 8 tháng 4 âm lịch hoặc 15 tháng 4 hàng năm, tùy theo quốc gia.
Theo truyền thống Phật giáo Bắc tông và Phật giáo Hán truyền, ngày này chỉ là ngày kỷ niệm ngày sinh của đức Phật Thích Ca; tuy nhiên, theo Phật giáo Nam truyền và Phật giáo Tạng truyền thì ngày này là ngày Tam hiệp (kỷ niệm Phật đản, Phật thành đạo và Phật nhập Niết-bàn). Ngày lễ Phật Đản, hay lễ Vesak, Tam Hiệp, được kỷ niệm vào các ngày khác nhau tùy theo quốc gia.
Một số quốc gia với đa số Phật tử chịu ảnh hưởng Bắc tông (như Trung Quốc, Hàn Quốc, Nhật Bản, Việt Nam) thường tổ chức ngày lễ Phật đản vào ngày mồng 8 tháng 4 âm lịch. Các quốc gia theo Nam tông thường tổ chức vào ngày trăng tròn trong tháng 4 âm lịch hay là ngày trăng tròn trong tháng 5 dương lịch. Có những năm có 2 ngày trăng tròn trong tháng 5 dương lịch như năm 2007, có nơi tổ chức ngày Vesak vào ngày trăng tròn đầu tiên (ngày 1 tháng 5) trong khi tại nơi khác lại kỷ niệm vào ngày trăng tròn thứ 2 (ngày 31 tháng 5). Cách tính kỷ nguyên Phật lịch tại các quốc gia theo truyền thống Nam tông cũng khác nhau, nên năm Phật lịch có thể cách nhau một năm.

## Lịch sử

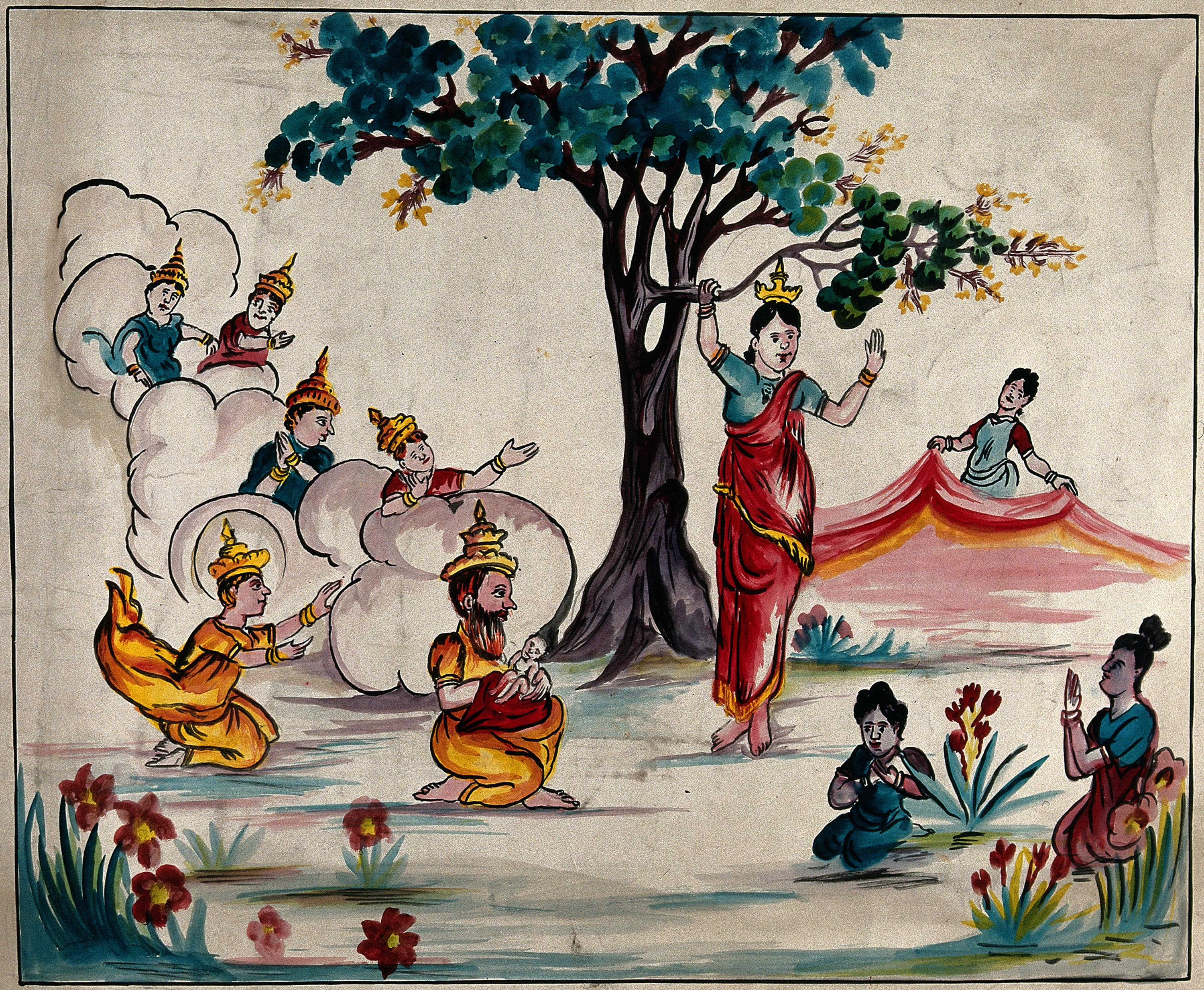
Hoàng hậu Maya cầm một nhánh cây trong khi sinh ra Tất-đạt-đa Cồ-đàm, lúc đó đang trong tay thần Indra và các vị thần khác nhìn theo. Tranh cổ của Sri Lanka.

Phật Đản là ngày lễ trọng đại được tổ chức hằng năm bởi cả hai truyền thống Nam tông và Bắc tông. Ngày nay người ta thường biết đến Phật Đản qua tên gọi Vesak. Từ Vesak chính là từ ngữ thuộc ngôn ngữ Sinhalese cho các biến thể tiếng Pali, "Visakha". Visakha / Vaisakha là tên của tháng thứ hai của lịch Ấn Độ, ngày lễ vào tháng vesākha theo lịch Ấn Độ giáo, tương ứng vào khoảng tháng 4, tháng 5 dương lịch.
Tại Ấn Độ, Bangladesh, Nepal và các nước láng giềng Đông Nam Á theo truyền thống Thượng tọa bộ, lễ Phật đản được tổ chức vào ngày trăng tròn trong tháng Vaisakha của lịch Phật giáo và lịch Hindu, mà thường rơi vào tháng 4 hoặc tháng 5 của lịch Gregoria phương Tây. Lễ hội được gọi là Visakah Puja (lễ hội Visakah) hay là Buddha Purnima, Phật Purnima (बुद्ध पूर्णिमा), Purnima nghĩa là ngày trăng tròn trong tiếng Phạn hay là Buddha Jayanti, Phật Jayanti, với Jayanti có nghĩa là sinh nhật ở Nepal và Tiếng Hindi. Thái Lan gọi là Visakha Bucha; Indonesia gọi là Waisak; Tây Tạng gọi là Saga Daw; Lào gọi là Vixakha Bouxa và Myanmar (Miến Điện) gọi là Ka-sone-la-pyae (nghĩa là Ngày rằm tháng Kasone, cũng là tháng thứ hai trong lịch Myanmar).
Tại Đại hội Phật giáo Thế giới lần đầu tiên diễn ra tại Colombo, Sri Lanka, 25 tháng 5 đến 8 tháng 6 năm 1950, các phái đoàn đến từ 26 quốc gia là thành viên đã thống nhất ngày Phật đản quốc tế là ngày rằm tháng Tư âm lịch.
Ngày 15 tháng 12 năm 1999, theo đề nghị của 34 quốc gia, để tôn vinh giá trị đạo đức, văn hóa, tư tưởng hòa bình, đoàn kết hữu nghị của Đức Phật, Đại hội đồng Liên Hợp Quốc tại phiên họp thứ 54, mục 174 của chương trình nghị sự đã chính thức công nhận Đại lễ Vesak là một lễ hội văn hóa, tôn giáo quốc tế của Liên Hợp Quốc, những hoạt động kỷ niệm sẽ được diễn ra hàng năm tại trụ sở và các trung tâm của Liên Hợp Quốc trên thế giới từ năm 2000 trở đi, được tổ chức vào ngày trăng tròn đầu tiên của tháng 5 dương lịch.

## Ý nghĩa và tầm quan trọng
Phật Đản là ngày nghỉ lễ quốc gia tại nhiều quốc gia châu Á như Bhutan, Thái Lan, Nepal, Sri Lanka, Malaysia, Miến Điện, Mông Cổ, Singapore, Indonesia, Hàn Quốc, Hồng Kông, Đài Loan, Campuchia, Lào... Tại Việt Nam, ngày này không phải là ngày nghỉ lễ được công nhận chính thức; tuy nhiên, ngày lễ này vẫn có ảnh hưởng quan trọng trong xã hội với tỷ lệ lớn dân cư chịu ảnh hưởng văn hóa Phật giáo.
Vào ngày lễ, Phật tử thường vinh danh Tam bảo: Phật, Pháp, Tăng (qua các hình thức như dâng cúng, tặng hoa, đến nghe thuyết giảng), và thực hành ăn chay và giữ Ngũ giới, Tứ vô lượng tâm (từ bi hỷ xả), thực hành bố thí và làm việc từ thiện, tặng quà, tiền cho những người yếu kém trong cộng đồng. Kỷ niệm Vesākha cũng có nghĩa là làm những nỗ lực đặc biệt để mang lại hạnh phúc, niềm vui cho những người bất hạnh như người già cao niên, người khuyết tật và người bệnh, chia sẻ niềm vui và hòa bình với mọi người.
Ở một số quốc gia, đặc biệt là Sri Lanka, hai ngày được dành cho việc cử hành Vesākha, việc bán rượu và thịt thường bị cấm và tất cả các cửa hàng rượu, bia và lò giết mổ phải đóng cửa do nghị định của chính phủ. Chim, côn trùng và thú vật được phóng sinh như là một "hành động mang tính biểu tượng của sự giải thoát", của sự trả tự do cho những người bị giam cầm, bị bỏ tù, bị tra tấn trái với ý muốn của họ. Tại Ấn Độ, Nepal, người dân thường mặc áo trắng khi lên các tịnh xá và ăn chay. Tại hầu hết các quốc gia châu Á đều có diễu hành xe hoa và nghi lễ tụng niệm, tại Hàn Quốc có lễ hội đèn hoa sen (연등회, Yeondeunghoe) rất lớn.

## Cử hành ngày lễ

### Tại Bhutan
Tại Bhutan, Phật nhập Niết bàn là một ngày lễ quốc gia và cũng được tổ chức với tên gọi Saga Dawa vào ngày thứ 15 của Saga Dawa (tháng thứ tư của lịch Tây Tạng). Việc quan sát tháng thánh bắt đầu từ ngày 1 của Saga Dawa, Tháng Vesak mà đỉnh điểm là vào ngày 15 trăng tròn của tháng với các lễ kỷ niệm ba sự kiện thánh trong cuộc đời của Đức Phật; sinh, giác ngộ và Chết (Mahaparinirvana). Xuyên suốt Tháng lễ Saga Dawa Vesak, các hoạt động đạo đức và luân lý đạo đức diễn ra trong gia đình, chùa chiền, tu viện và những nơi công cộng. Những người sùng đạo và tín đồ tuân thủ các bữa ăn chay nghiêm ngặt trong suốt tháng Saga Dawa và tránh tiêu thụ bất kỳ thực phẩm không phải là đồ ăn chay nào. Ngày lễ Phật nhập niết bàn cũng chứng kiến các tín đồ đến thăm tu viện để cầu nguyện và thắp đèn bơ. Mọi người thuộc nhiều tầng lớp khác nhau mặc quốc phục của họ và đến các tu viện để nhận được sự ban phước từ vị thần hộ mệnh của họ.

### Tại Ấn Độ

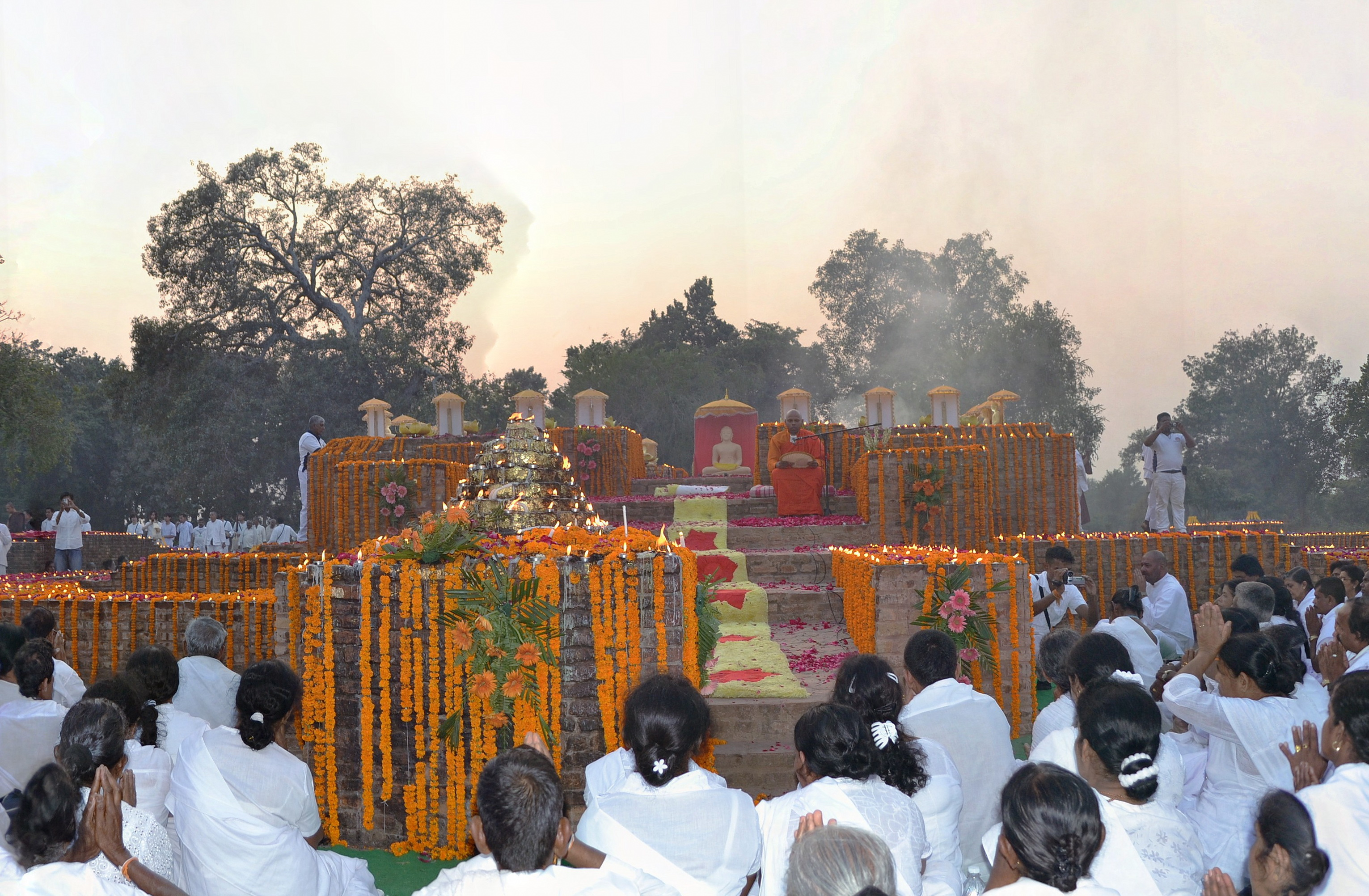
Lễ Phật Đản năm 2011 tại Jetavana, Ấn Độ.

Lễ Phật Đản được tổ chức ở Ấn Độ, đặc biệt là ở Sikkim, Ladakh, Arunachal Pradesh, Bodh Gaya (Bồ Đề Đạo Tràng), các nơi khác nhau tại Bắc Bengal như Kalimpong, Darjeeling, Kurseong, và Maharashtra (nơi có 73% tín đồ Phật giáo Ấn Độ) và các nơi khác của Ấn Độ theo lịch Ấn Độ. Người Phật tử đi đến Tịnh xá và ở lại lâu hơn các ngày thường, nghe toàn bộ kinh Phật giáo dài. Họ mặc trang phục thường là màu trắng tinh khiết và ăn chay. Kheer, một loại cháo ngọt thường được phục vụ để nhớ lại câu chuyện của Sujata, một cô gái trẻ đã dâng Đức Phật một bát cháo sữa. Mặc dù thường gọi là "Phật Đản", nhưng ngày này đã trở thành ngày Tam Hợp, kỷ niệm Đản sinh, giác ngộ (nirvāna) và ngày nhập Niết bàn (Parinirvāna) của Đức Phật theo truyền thống Phật giáo Nguyên thủy (Theravada).
Tại Ấn Độ, Nepal và các nước láng giềng Đông Nam Á theo Phật giáo Nguyên thủy, lễ Vesak/Purnima nguyên thủy được tổ chức vào ngày trăng tròn của tháng Vaisakha của lịch Phật giáo và lịch Hindu, mà thường rơi vào tháng 4 hoặc tháng 5 của lịch Gregorian phương Tây. Lễ hội được gọi là Phật Purnima (बुद्ध पूर्णिमा), Purnima nghĩa là ngày trăng tròn trong tiếng Phạn. Ngày lễ cũng được gọi là Phật Jayanti, với Jayanti có nghĩa là sinh nhật ở Nepal và Tiếng Hindi. Gần đây, tại Nepal, Ấn Độ, Sri Lanka, ngày Vesak/Purnima chính được tổ chức vào ngày trăng tròn trong tháng 5 dương lịch.

### Tại Nepal
Đại lễ Phật đản, thường được biết đến ở Nepal là "Phật Jayanti" (sinh nhật Đức Phật) được tổ chức rộng rãi trên khắp cả nước, chủ yếu là tại Lumbini (Lâm-tì-ni) - nơi sinh của Đức Phật - và tại chùa Swayambhu - ngôi chùa linh thiêng của Phật giáo, còn được gọi là "Chùa Khỉ". Cánh cửa chính của Swayambhu chỉ được mở vào ngày này, do đó, mọi người từ khắp thung lũng Kathmandu và hàng ngàn khách hành hương từ nhiều nơi trên thế giới đến với nhau để mừng Phật đản tại nơi Đức Phật sinh ra, Lumbini. Tại Nepal, Đức Phật được tôn thờ bởi tất cả các nhóm tôn giáo, do đó "Phật Jayanti" được đánh dấu bằng một ngày nghỉ lễ quốc gia. Người ta tặng thực phẩm và quần áo cho những người nghèo và cũng cung cấp hỗ trợ tài chính cho các tu viện và trường học, nơi Phật giáo được dạy và thực hành.

### Tại Myanmar
Tại Myanmar, ngày Vesak cũng gọi là ngày của Kason. Kason là tháng thứ 2 trong 12 tháng theo lịch Myanmar. Đây là tháng nóng nhất trong năm. Nên trong khuôn khổ lễ hội Vesak, người dân nơi đây, với lòng thành kính, đặt những chậu nước tinh khiết trên đầu đội đến những tự viện tưới xuống cây Bồ-đề. Họ tưới cây Bồ-đề để cảm ơn giống cây này đã che chở đức Thế Tôn trong những ngày thiền định trước khi chứng đạo và ước nguyện năng lực giải thoát luôn trưởng dưỡng trong họ.

### Tại Sri Lanka

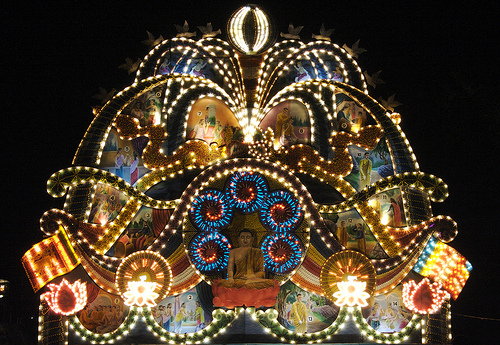
Ngày hội Vesak Sri Lanka.

Tại Sri Lanka, Phật giáo là quốc giáo. Thời gian lễ hội Vesak, người dân được nghỉ lễ. Gần đây, lễ Vesak được tổ chức vào ngày trăng tròn trong tháng 5 dương lịch và kéo dài 1 tuần. Ngoài những buổi lễ tụng kinh và cầu nguyện mang tính tôn giáo, lễ hội Vesak còn có nhiều chương trình mang tính lễ hội dân gian. Trong những ngày lễ hội, việc bán rượu và thịt thường bị cấm, tất cả quán bia rượu và lò giết mổ phải đóng cửa. Người dân nước này phóng sanh một số lượng lớn thú vật, chim, cá... Việc bố thí ("Dana") cũng được xem rất trọng, họ thường đến thăm và phát quà cho trẻ mồ côi và người già neo đơn cũng như lập những quầy cung cấp miễn phí thức ăn uống cho khách qua đường. Người dân thường mặc áo trắng và đi đến đền thờ, tu viện và tham gia vào các nghi lễ truyền thống tại đó, nhiều người ở lại đền thờ cả ngày và thực hành Bát giới. Hầu hết tư gia Phật tử đều trang trí cờ Phật giáo, lồng đèn và đèn nến... Những nơi công cộng diễn ra nhiều chương trình lễ hội. Trong đó chương trình rước và diễn hành xá-lợi gây ấn tượng và tạo nên xúc cảm nhất đối với người tham dự. Xá-lợi Phật được tôn trí trên lưng những chú voi được trang điểm lộng lẫy với sắc màu mang phong cách Nam Á, theo sau là hàng ngàn Phật tử, diễn hành khắp những đường phố.

### Tại Indonesia

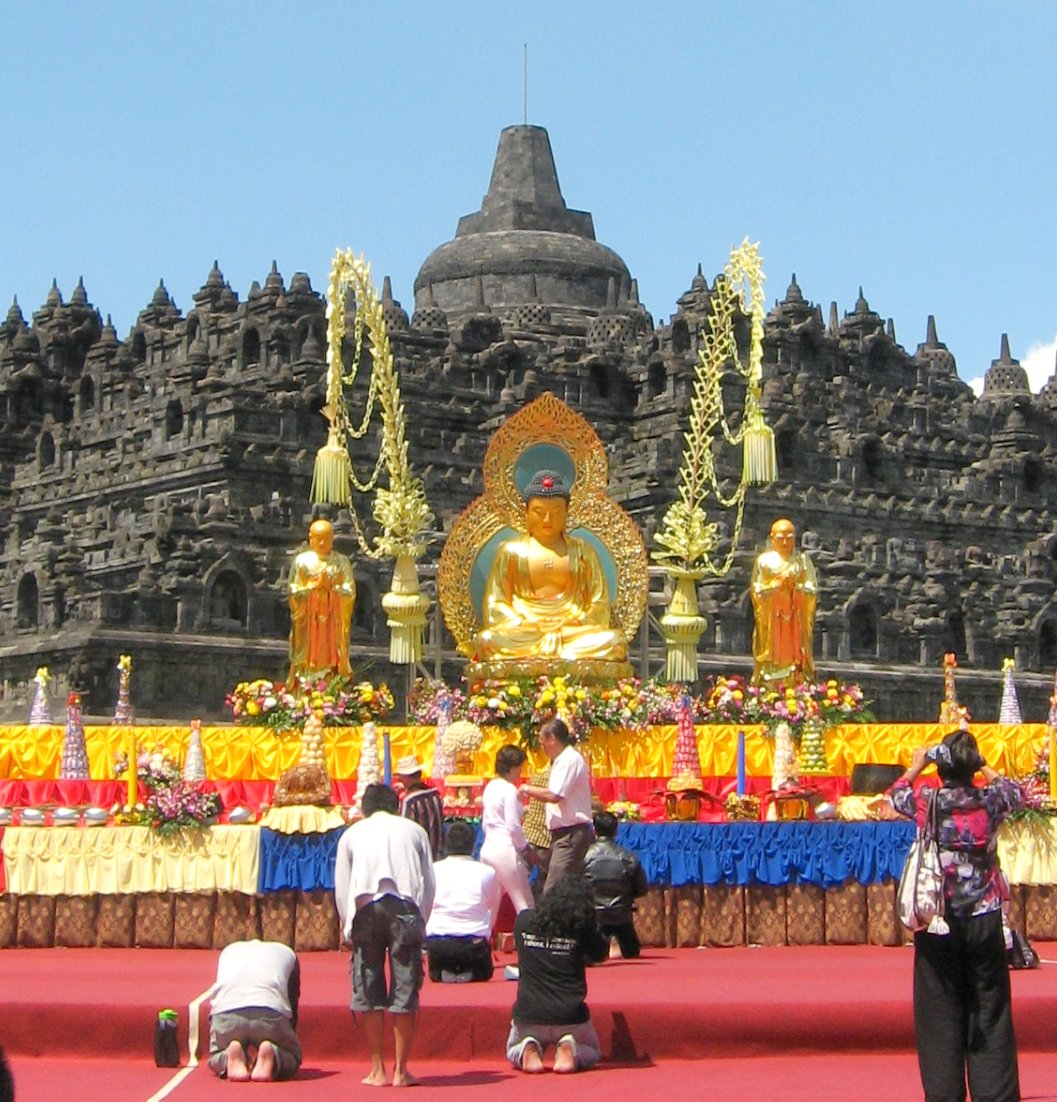
Ngày Vesak tại đền Borobudur, Indonesia, năm 2011.

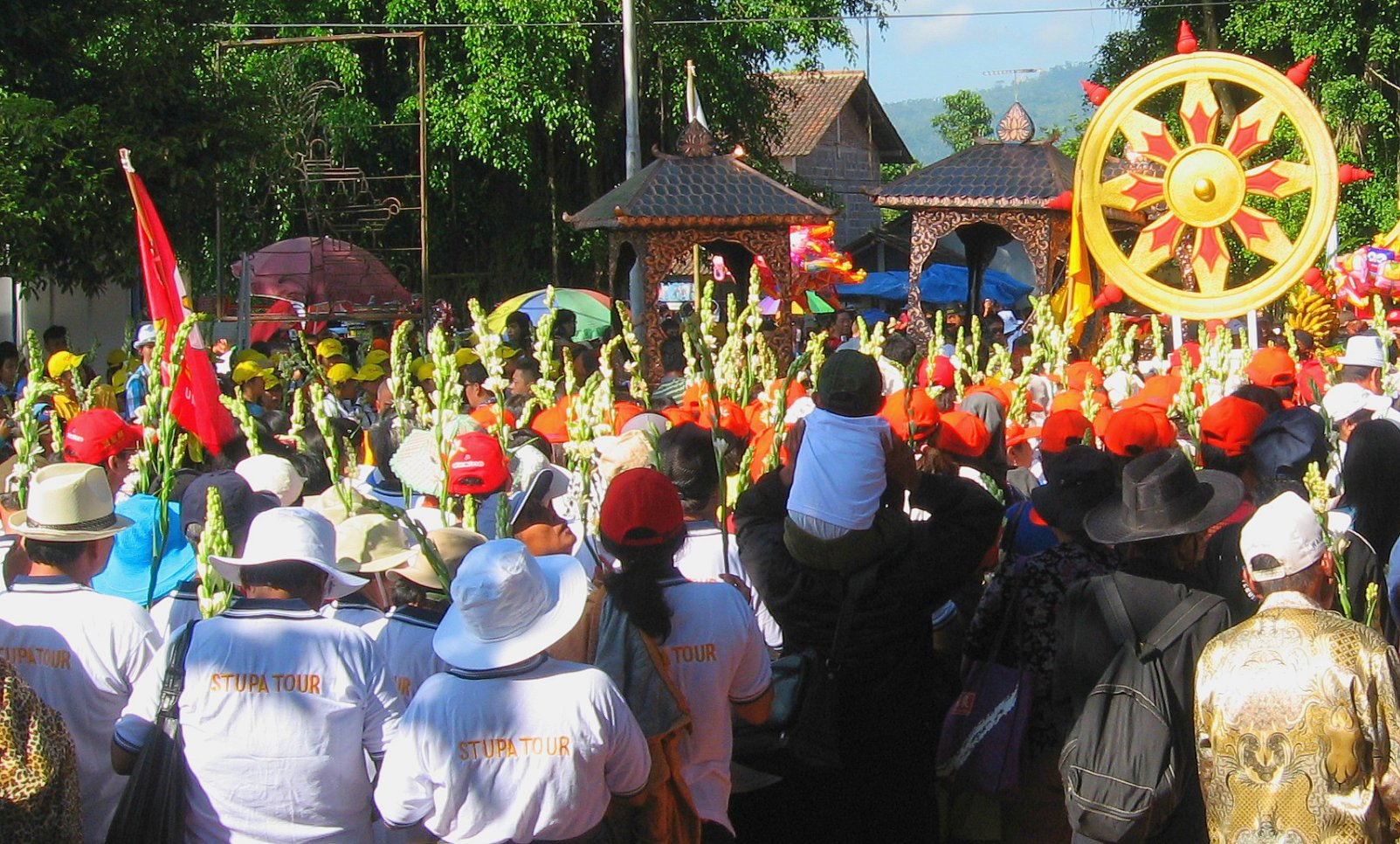
Người đi hành hương tại Indonesia, theo bánh xe Pháp luân, 2011.

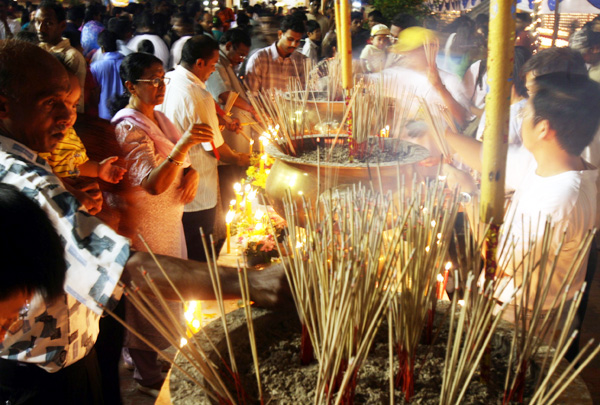
Ngày Vesak tại đền Maha Vihara, Kuala Lumpur, Mã Lai.

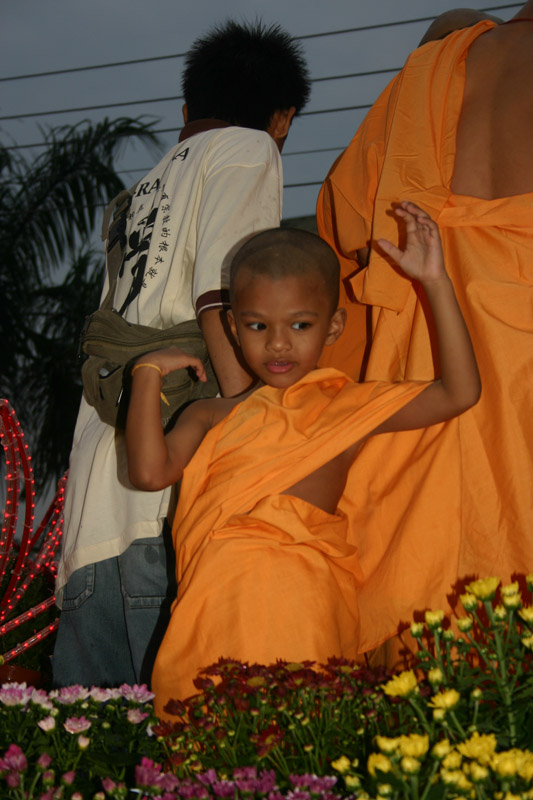
Tu sĩ trẻ trong một cuộc diễu hành vào Ngày Vesak, tháng 5 năm 2006, Kuala Lumpur.

Ngày lễ quan trọng và truyền thống này được tổ chức khắp Indonesia, được gọi là ngày Waisak và là ngày nghỉ lễ quốc gia mỗi năm, chính thức kể từ năm 1983, được tổ chức vào ngày rằm tháng 4 âm lịch. Tại đền Borobudur (Ba La Phù Đồ), hàng ngàn nhà sư Phật giáo sẽ hội tụ với nhau để tụng các câu thần chú và câu kinh trong một nghi lễ gọi là "Pradaksina". Các nhà sư kỷ niệm ngày đặc biệt với việc hứng nước thánh (tượng trưng cho sự khiêm tốn) và vận chuyển ngọn lửa (tượng trưng cho ánh sáng và giác ngộ) từ vị trí này đến vị trí khác. Các nhà sư cũng tham gia vào nghi lễ "Pindapata", nơi họ nhận được từ thiện và cúng dường từ người dân Indonesia.

### Tại Thái Lan, Lào, Campuchia
Thái Lan là quốc gia Phật giáo đã 5 lần tổ chức Đại lễ Vesak Liên Hợp Quốc. Vesak Day cũng được gọi là Visaka Bochea Day tại Campuchia và Vixakha Bouxa Day tại Lào. Tại Lào, trong thời gian lễ hội Vesak, khí trời nóng bức và không mưa, người ta thường bắn pháo hoa với ước nguyện sẽ có mưa.

### Tại Trung Hoa
Tại Trung Quốc, Phật giáo đã có mặt gần 2000 năm. Phật giáo từng là tư tưởng chủ đạo cho chính quyền và người dân trong một số triều đại. Lễ Phật đản được tổ chức từ thời Tam Quốc, đã ảnh hưởng sâu rộng trong xã hội qua nhiều giai đoạn lịch sử. Nhưng ngày nay Phật giáo không còn ảnh hưởng nhiều trong xã hội Trung Quốc, từ khi theo xã hội chủ nghĩa. Người dân chỉ còn biết đến Phật giáo như là một tôn giáo lo ma chay, cúng kiếng, võ thuật... Lễ Phật đản chỉ có thể được tổ chức trong khuôn viên tự viện và ít được xã hội quan tâm.

### Tại Đài Loan
Phật giáo Đài Loan có ảnh hưởng sâu rộng trong đời sống thường nhật của người dân tại lãnh thổ Đài Loan. Từ năm 1999, ngày Phật Đản đã là một ngày nghỉ lễ quốc gia ở Đài Loan, được tổ chức hàng năm vào ngày chủ nhật thứ hai của tháng 5 và trùng với Ngày của Mẹ. Nghi lễ thường bắt đầu với điệu nhảy truyền thống và hát ca khúc Phật giáo. Một bức tượng của Đức Phật - kèm theo âm nhạc - được rước vào địa điểm và buổi lễ bắt đầu với phần dâng cúng năm vật là hoa, trái cây, hương, thực phẩm và đèn cho Đức Phật.

### Tại Nhật Bản
Tại Nhật Bản, Phật giáo truyền đến từ cuối thế kỷ thứ VI và là tôn giáo chính trong giai đoạn trung và đầu cận đại. Ngày nay, vai trò của tôn giáo ít ảnh hưởng mạnh đến đời sống thường ngày ở Nhật Bản. Lễ Phật đản thường gắn liền với Lễ hội Hoa Anh đào, cũng chỉ giới hạn trong phạm vi tự viện và trong quần chúng Phật tử.
Như một kết quả của thời Minh Trị Duy Tân, Nhật Bản đã thông qua lịch Gregorian thay âm lịch của Trung Quốc từ năm 1873. Trong nhiều ngôi chùa Nhật Bản, ngày Đức Phật sinh được tổ chức vào ngày 8 tháng 4 dương lịch, và ít khi theo những ngày âm lịch của Trung Quốc.

### Tại Hàn Quốc

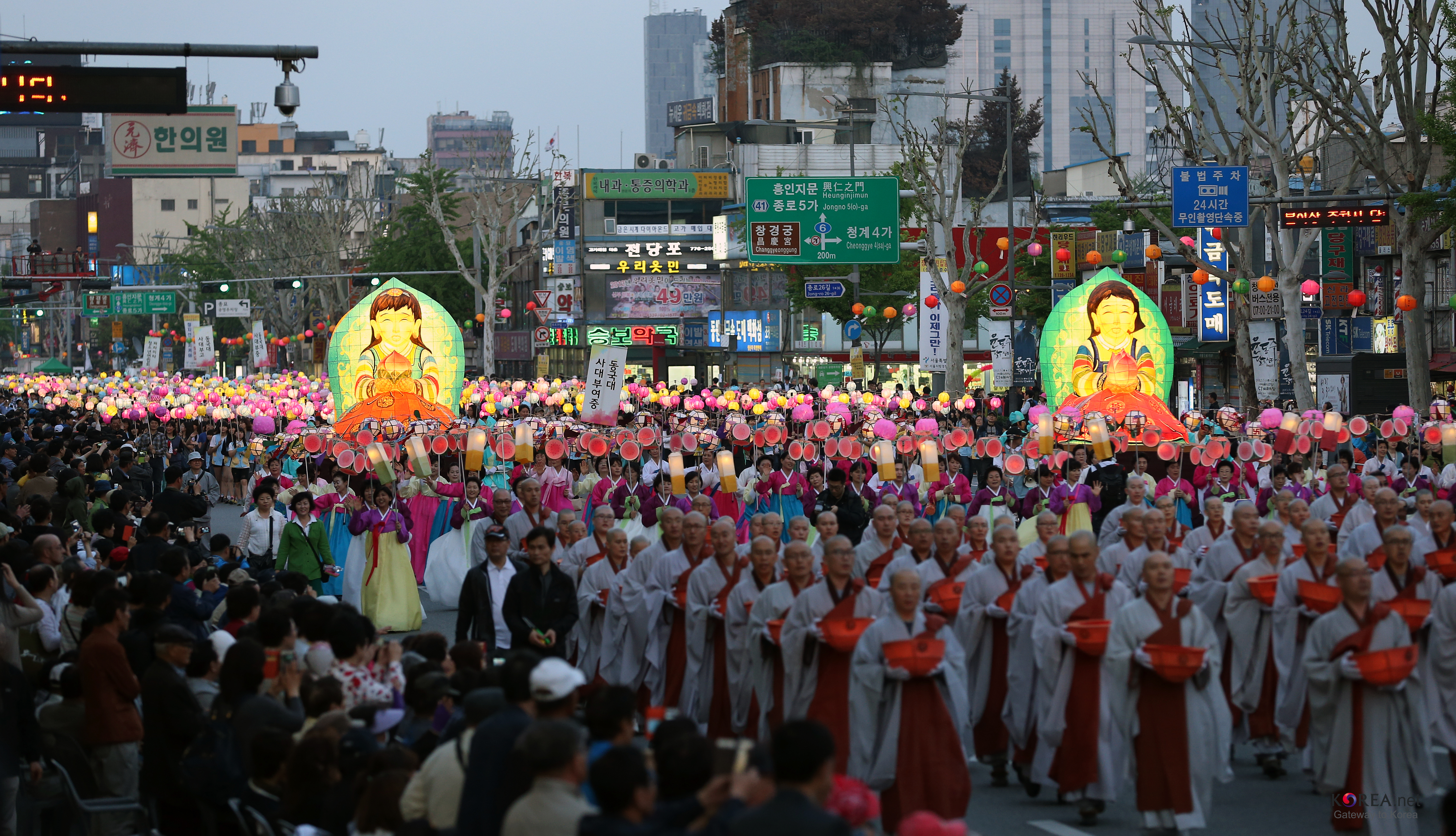
Diễn hành ngày Lễ Phật Đản và lễ hội đèn hoa sen (Yeon Deung Hoe) tại Seoul năm 2013.

Tại Hàn Quốc, ngày Phật đản là ngày lễ quốc gia. Ngày này được gọi là 석가 탄신일 (Seokga tansinil), có nghĩa là "Phật đản" hoặc 부처님 오신 날 (Bucheonim osin nal) có nghĩa là "ngày Đức Phật đến", bây giờ đã phát triển thành một trong những lễ hội văn hóa lớn nhất của quốc gia. Lễ hội Phật đản diễn ra tại nhiều nơi công cộng, và trên những đường phố. Trưng bày và diễn hành lồng đèn là một trong những chương trình ấn tượng và gây nhiều xúc cảm nhất. Lễ hội đèn lồng (연등회, Yeon Deung Hoe) thường kéo dài 1 tuần cho đến ngày chính thức Phật đản. Riêng tại thủ đô Seoul, ước tính có khoảng trên 100.000 lồng đèn với nhiều hình dáng và màu sắc đã được trưng bày và biểu diễn trên những đường phố, và dự đoán sẽ có khoảng 300.000 lượt người trong và ngoài nước tham dự lễ hội này. Lễ hội đèn lồng này được ghi vào Danh sách Di sản Văn hóa Phi vật thể của UNESCO từ năm 2020 và được công nhận là Tài sản Văn hóa Phi vật thể của Hàn Quốc từ năm 2012.
Vào ngày Đức Phật ra đời, nhiều ngôi chùa cung cấp bữa ăn miễn phí và trà cho tất cả du khách.

### Tại Việt Nam

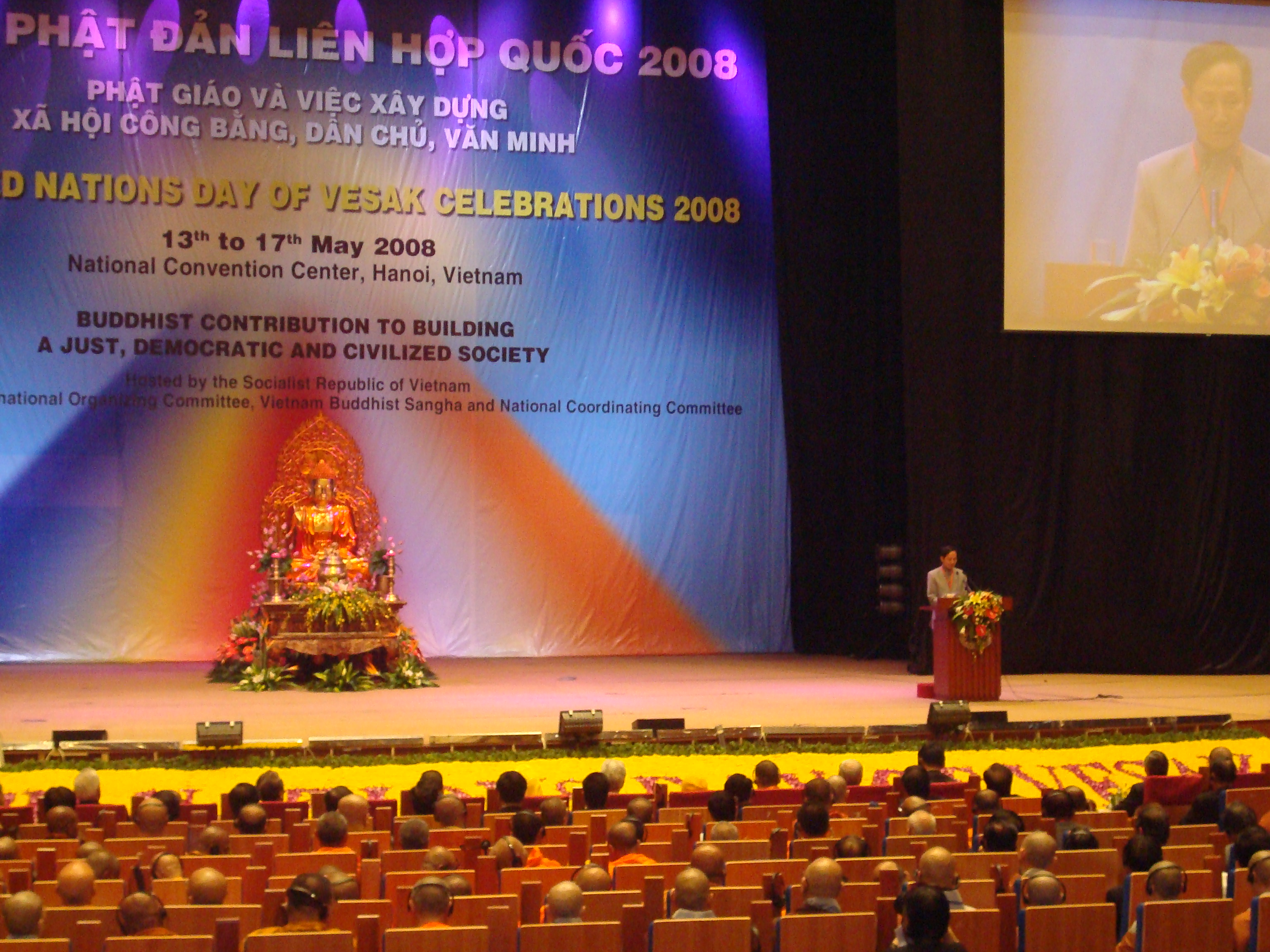
Hội nghị tại Đại lễ Phật Đản 2008 tại Hà Nội với chủ đề: Phật giáo và việc xây dựng xã hội dân chủ, công bằng, văn minh.

Lễ Phật đản được công nhận là một ngày nghỉ lễ chính thức tại miền Nam Việt Nam bắt đầu từ năm 1958 do chính phủ Đệ Nhất Cộng hòa của chính thể Việt Nam Cộng hòa thông qua, vào ngày này thường có diễu hành xe hoa trên đường phố. Khi Việt Nam thống nhất sau khi chấm dứt chiến tranh Việt Nam năm 1975, thì ngày này không còn là ngày lễ quốc gia.

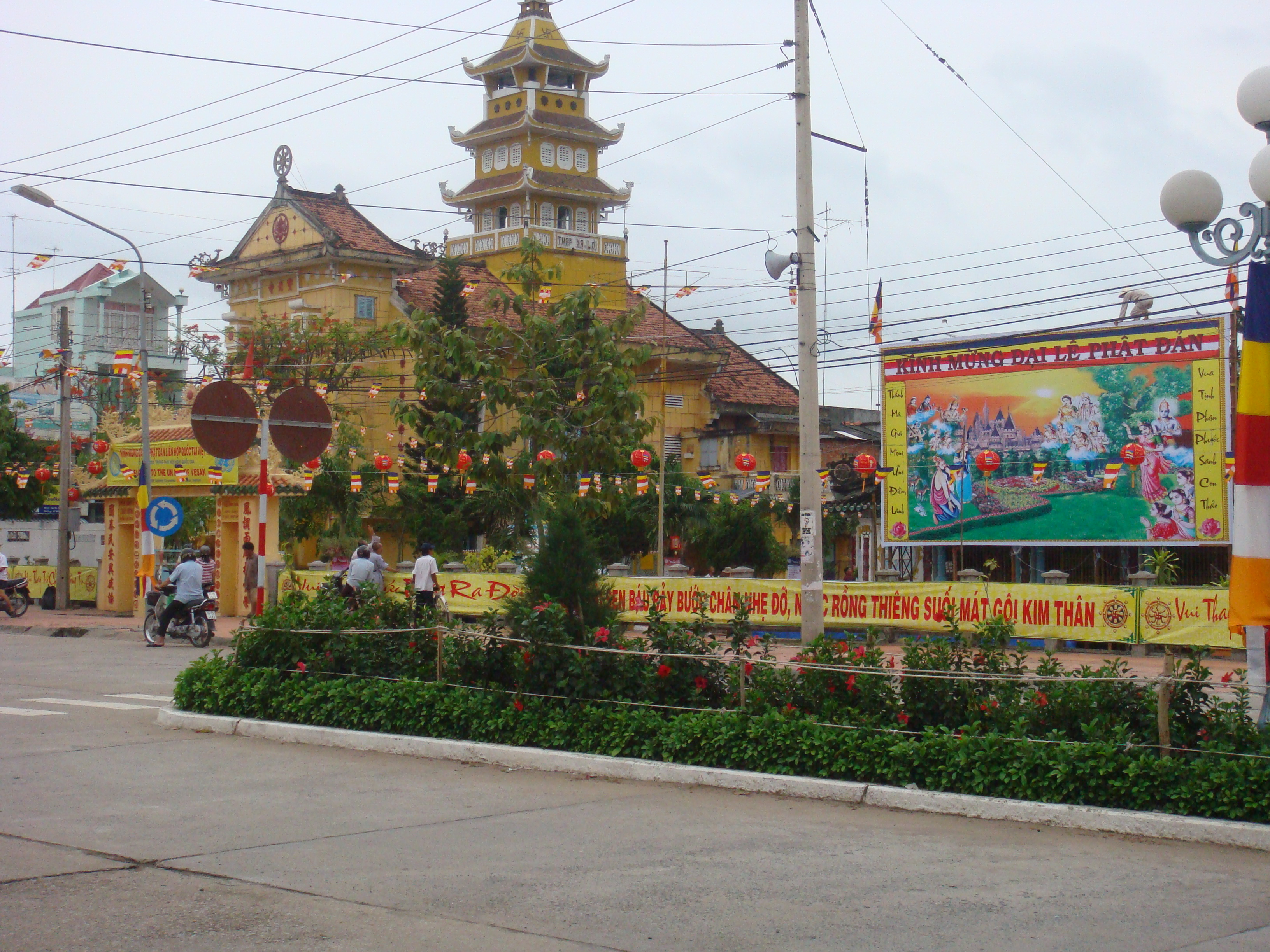
Lễ Phật đản năm 2008 tại Sa Đéc, Đồng Tháp.

Ngày lễ này ngày càng được Phật giáo Việt Nam tổ chức long trọng trên cả nước với nhiều hoạt động phong phú như diễu hành, rước xe hoa, văn nghệ mừng sự ra đời của Đức Phật và các hoạt động từ thiện khác. Đại lễ Phật Đản Liên Hợp Quốc - Vesak đã được tổ chức tại Việt Nam vào các năm 2008, 2014, 2019, 2025.
Trước đây, ở Việt Nam thường tổ chức lễ Phật đản vào ngày 8 tháng 4 âm lịch, nhưng những năm gần đây, theo văn bản của Trung ương Giáo hội Phật giáo Việt Nam lễ được tổ chức từ 8 đến 15 tháng 4 (âm lịch), lễ chính vào ngày 15 tháng 4 âm lịch.
Những năm gần đây, ngày Phật Đản được coi là một ngày lễ hội quan trọng, thu hút sự tham gia không chỉ của Phật tử mà còn là của người dân trên mọi miền của Việt Nam. Ngày này cũng nhận nhiều sự quan tâm của chính quyền, thực tế mọi buổi lễ Phật đản chung của các huyện đều có sự tham gia của chủ tịch huyện và các chuyến thăm của chủ tịch mặt trận Tổ quốc, sự hỗ trợ kinh phí trong công tác tổ chức Phật đản.
Ngoài ra vào ngày này các tổ chức từ thiện của Phật giáo thường tổ chức các hoạt động thăm hỏi những người khó khăn, trẻ em cơ nhỡ tại các nhà tình thương, những người già neo đơn không nơi nương tựa. Đây chính là điều quan trọng nhất của Đạo Phật trong việc xây dựng Đạo của sự Từ Bi.

## Lịch
Tại Indonesia, Thái Lan, ngày Vesak được tổ chức vào ngày 14 hoặc ngày 15 tháng 4 âm lịch; tại Sri Lanka, Nepal, Ấn Độ, ngày Phật Đản được tổ chức vào ngày trăng tròn trong tháng 5 dương lịch; tại Trung Hoa,Việt Nam, Hàn Quốc là ngày 8 tháng 4 âm lịch; tại Nhật Bản là ngày 8 tháng 4 dương lịch.
Tương ứng với dương lịch:
PL = Phật lịch, AL = Âm lịch, DL = Dương lịch.
| Năm dương lịch | Thái Lan 15 tháng 4 AL | Singapore  | Lào               | Miến Điện           | Sri Lanka trăng tròn tháng 5 DL | Campuchia          | Indonesia          | Nepal & Ấn Độ | Trung Hoa 8 tháng 4 AL | Malaysia   |
| 2024           |                        |            |                   |                     | 22 tháng 5                      |                    |                    | 23 tháng 5    |                        |            |
| 2023           | 2 tháng 6              |            |                   | 3 tháng 5           | 2 tháng 6                       |                    |                    | 2 tháng 6     | 26 tháng 5             |            |
| 2022           | 15 tháng 5             |            |                   |                     | 15 tháng 5                      |                    |                    | 16 tháng 5    | 8 tháng 5              |            |
| 2021           |                        | 26 tháng 5 |                   |                     | 26 tháng 5                      |                    |                    | 26 tháng 5    | 19 tháng 5             |            |
| 2020           |                        | 7 tháng 5  |                   | 6 tháng 5, 2564 PL  |                                 |                    | 7 tháng 5, 2564    |               | 30 tháng 4             |            |
| 2019           |                        | 19 tháng 5 |                   | 18 tháng 5, 2563 PL |                                 |                    | 19 tháng 5         |               | 12 tháng 5             |            |
| 2018           |                        |            |                   | 29 tháng 5 2562 PL  |                                 |                    |                    |               |                        |            |
| 2017           | 10 tháng 5 2560PL      |            |                   | 10 tháng 5 2561 PL  |                                 |                    | 11 tháng 5 2561 PL |               | 3 tháng 5              | 10 tháng 5 |
| 2016           | 20 tháng 5 2559PL      |            |                   | 21 tháng 5 2560 PL  | 21 tháng 5                      |                    | 22 tháng 5 2560 PL |               | 14 tháng 5             | 21 tháng 5 |
| 2015           | 1 tháng 6 2558PL       | 1 tháng 6  | 1 tháng 6 2558PL  | 2 tháng 5 2559 PL   | 3 tháng 5 2559 PL               | 3 tháng 5          | 2 tháng 6 2559 PL  | 4 tháng 5     | 25 tháng 5             | 3 tháng 5  |
| 2014           | 13 tháng 5 2557PL      | 13 tháng 5 | 13 tháng 5 2557PL | 13 tháng 5          | 14 tháng 5 2558 PL              | 13 tháng 5         | 15 tháng 5 2558 PL | 14 tháng 5    | 6 tháng 5              | 13 tháng 5 |
| 2013           | 24 tháng 5 2556PL      | 24 tháng 5 | 24 tháng 5 2556PL | 24 tháng 5          | 24 tháng 5 2557 PL              | 24 tháng 5         | 25 tháng 5 2557 PL | 25 tháng 5    | 17 tháng 5             | 24 tháng 5 |
| 2012           | 4 tháng 6 2555PL       | 5 tháng 5  | 5 tháng 5 2555PL  | 5 tháng 5 2556 PL   | 5 tháng 5 2556 PL               | 5 tháng 5 2556 PL  | 6 tháng 5 2556 PL  | 6 tháng 5     | 28 tháng 4             | 5 tháng 5  |
| 2011           | 17 tháng 5 2554PL      | 17 tháng 5 | 17 tháng 5 2554PL | 17 tháng 5 2555 PL  | 17 tháng 5 2555 PL              | 17 tháng 5 2555 PL | 17 tháng 5 2555 PL | 17 tháng 5    | 10 tháng 5             | 17 tháng 5 |